# 2022-es labdarúgó-világbajnokság (döntő)
A 2022-es labdarúgó-világbajnokság döntője 2022. december 18-án, helyi idő szerint 18 órakor, magyar idő szerint 16 órakor kezdődött Loszaílban a Loszaíli Nemzeti Stadionban, a katari nemzeti ünnepnapon. A mérkőzés győztese nyerte a 22. labdarúgó-világbajnokságot. A döntőt Argentína és Franciaország játszotta, Argentína diadalmaskodott büntetőpárbaj után.

## Háttér

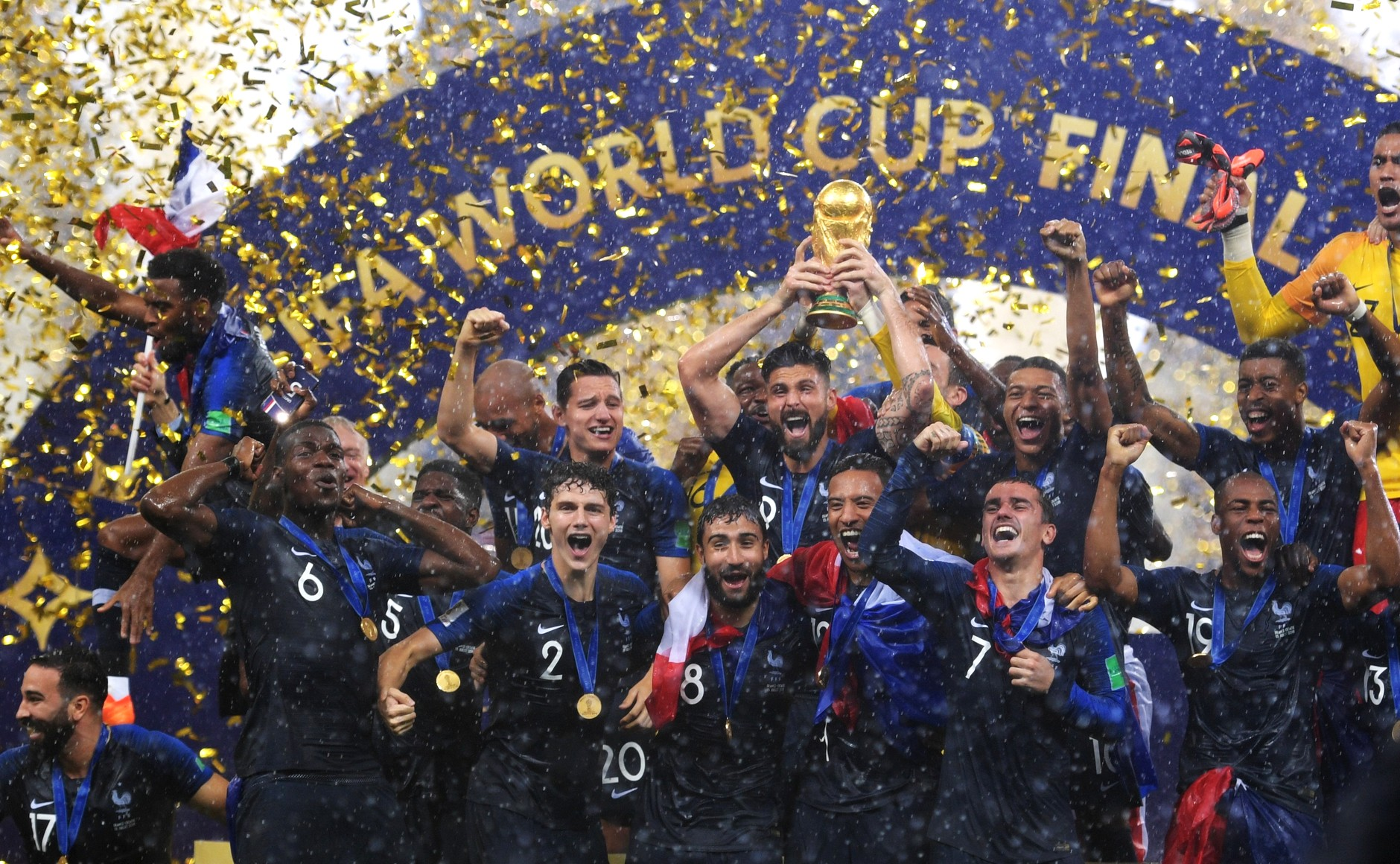
A 2018-as világbajnok Franciaország címvédőként jutott a döntőbe

Franciaország a világbajnoki címvédőként jutott ismét döntőbe, amivel 2002 óta az első csapat lettek, akik sorozatban kétszer eljutottak a torna utolsó mérkőzéséig és az első alkalom 1998 óta, hogy a címvédő döntőbe jutott. Franciaország kétszeres világbajnok, 1998-ban és 2018-ban nyertek. Ezek mellett döntősek voltak 2006-ban, de büntetőpárbajban kikaptak Olaszországtól. Didier Deschamps vezetésével, aki tagja volt az 1998-as csapatnak, Franciaország sikertelen volt a 2014-es világbajnokságon, illetve a 2016-os és 2020-as Európa-bajnokságon, de meg tudták nyerni a 2018-as világbajnokságot. Ennek következtében a 2022-es torna egyik esélyesének számítottak. Franciaország a harmadik válogatott lehetett volna, akinek sikerül megvédenie világbajnoki címét, Olaszország (1934, 1938) és Brazília (1958, 1962) után. Didier Deschamps lehetett volna a második szövetségi kapitány Vittorio Pozzo után, aki edzőként kétszeres világbajnok lett. Ezek mellett a harmadik lehetett volna, aki háromszoros világbajnok, Pelé (mindhárom játékosként) és Mário Zagallo (kétszer játékosként, egyszer szövetségi kapitányként) után.

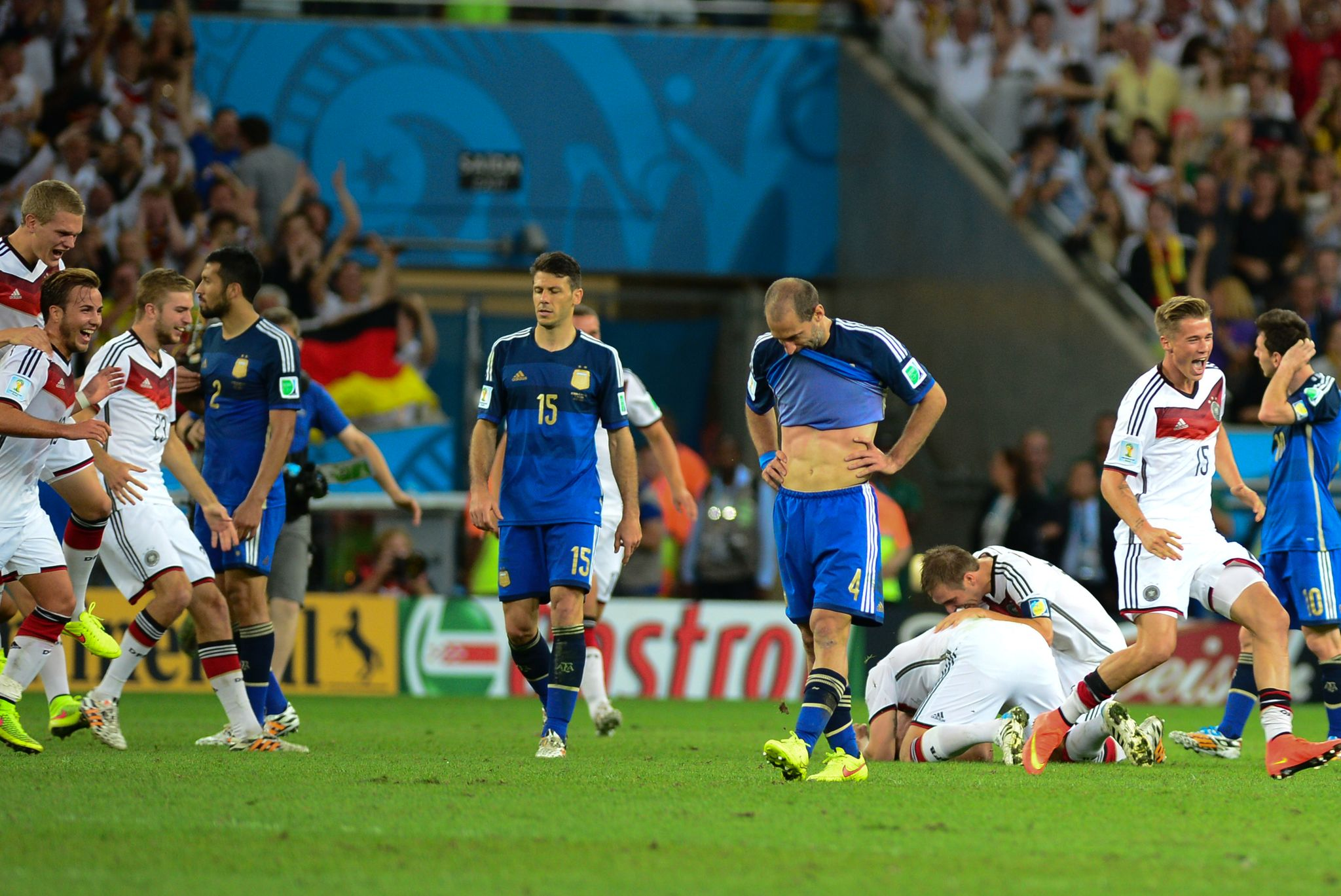
Argentína 2014-ben jutott legutóbb világbajnoki döntőbe, ahol kikaptak Németországtól

Franciaországhoz hasonlóan Argentína is nyert már korábban világbajnokságot, 1978-ban és 1986-ban, illetve háromszor kikaptak a döntőben (1930, 1990 és 2014). A 2014-es vereséget követően sorozatban két Copa América-döntőt vesztettek el Chilével szemben, 2015-ben és 2016-ban. A sikertelen 2018-as világbajnokságot, ahol a nyolcaddöntőben kikaptak a későbbi bajnok Franciaországtól, illetve a hasonlóan csalódást keltő 2019-es Copa Americát követően Lionel Scaloni lett a válogatott edzője és vezetésével a csapat 28 év után először nemzetközi trófeát tudott nyerni, miután legyőzték Brazíliát a 2021-es Copa América döntőjében. Ez volt Lionel Messi első címe a válogatottal. A 2022-es Finalissima megnyerése után, ahol legyőzték Olaszországot, Argentína az esélyesek egyikeként érkezett Katarba.
A két válogatott sorozatban a második világbajnokságon fog találkozni az egyenes kiesés szakaszban. 2018-ban A Kazany Arénában mérkőztek meg egymással a nyolcaddöntőben, amit Franciaország nyert meg 4–3-ra, amit azóta „minden idők egyik legjobb világbajnoki mérkőzésének” neveztek. Antoine Griezmann szerezte meg az első gólt egy büntetőből, mielőtt Ángel Di María és Gabriel Mercado góljaival Argentína megfordította a mérkőzést. A következő három gólt ezután Franciaország szerezte, Benjamin Pavard díjnyertes találatának, illetve Kylian Mbappé duplájának köszönhetően. Sergio Agüero tudott még szépíteni 90. perc után, de Argentína nem tudta kiharcolni a 30 perces hosszabbítást.
Az elődöntőben és döntőben használt labdát 2022. december 11-én jelentették be, az eredeti Adidas al-Ríha labda variációja, ami az Adidas al-Hílm (jelentése: Az Álom) nevet viseli. Ugyan lényegében ugyanaz a labda, mint, amit a torna korábbi szakaszaiban használtak, a kinézete más, a házigazda Katar nemzeti színeit viseli.

## Helyszín

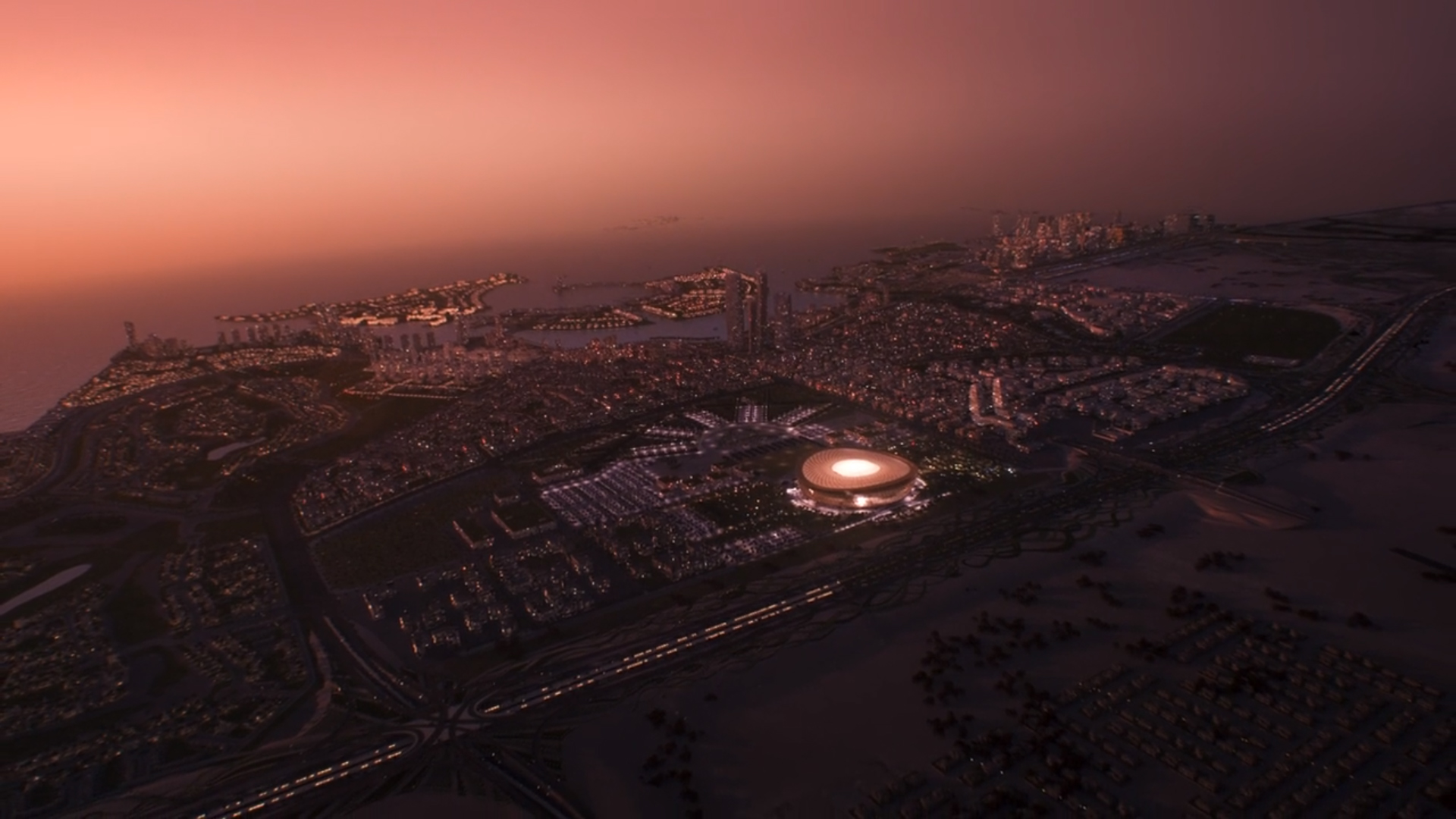
A Loszaíli Nemzeti Stadion és környéke

A döntőt a Loszaíli Nemzeti Stadionban tartják, nagyjából 15 kilométerre Doha városközpontjától. A stadiont már a pályázatban is a döntő helyszíneként nevezték meg és 2020. július 15-én kapott hivatalosan is megerősítést. A világbajnokságon ezen kívül még kilenc mérkőzést rendeztek itt, hat csoportmérkőzést és hármat a kieséses szakaszban (egy nyolcaddöntőt, egy negyeddöntőt és az Argentína – Horvátország elődöntőt).
A Loszaíli Nemzeti Stadiont, aminek a katari labdarúgó-szövetség a tulajdonosa, kifejezetten a világbajnokságra építették. A brit Foster + Partners és a Populous cég tervezte a stadiont, a MANICA Architecture segítségével. A stadiont napenergiával hűtik és karbonlábnyoma nulla. 2017 áprilisában kezdték el építeni, a tervek szerint 2020-ban fejezték volna be. Ezt viszont el kellett halasztani, a stadion végső formáját 2021 novemberében vette fel. Az első meccset 2022. szeptember 9-én tartották meg, a loszaíli szuperkupa keretei között.

## Játékvezetők
A döntő játékvezetőjét 2022. december 15-én nevezték ki, a bíró a lengyel Szymon Marciniak lett, asszisztensei pedig Paweł Sokolnicki és Tomasz Listkiewicz. Marciniak 2011-ben lett FIFA-bíró és korábban vezetett mérkőzést a 2016-os Európa-bajnokságon és a 2018-as világbajnokságon, illetve a 2018-as UEFA-szuperkupa játékvezetője is ő volt. A 2022-es világbajnokságon a döntő előtt két mérkőzése volt, a Franciaország – Dánia csoportmérkőzés és az Argentína – Ausztrália nyolcaddöntő. Ez lesz az első alkalom, hogy lengyel lesz a döntő bírója és a második alkalom, hogy lengyel játékvezető részt vett az utolsó mérkőzés vezetésében, Michał Listkiewicz után, aki 1990-ben volt asszisztens.
Ismail Elfath és Kathryn Nesbitt amerikai bírók a negyedik és tartalék játékvezetők, míg Tomasz Kwiatkowski lengyel bíró fogja vezetni a videóbírókat. A venezuelai Juan Soto, az amerikai Kyle Atkins, a mexikói Fernando Guerrero, a német Bastian Dankert és az amerikai Corey Parker fognak Kwiatkowski alatt dolgozni.

## Út a döntőig

### Eredmények
Az eredmények az adott csapat szempontjából szerepelnek.
| Hely. | Csapat        | M | P |
| ----- | ------------- | - | - |
| 1.    | Argentína     | 3 | 6 |
| 2.    | Lengyelország | 3 | 4 |
| 3.    | Mexikó        | 3 | 4 |
| 4.    | Szaúd-Arábia  | 3 | 3 |

| Hely. | Csapat        | M | P |
| ----- | ------------- | - | - |
| 1.    | Franciaország | 3 | 6 |
| 2.    | Ausztrália    | 3 | 6 |
| 3.    | Tunézia       | 3 | 4 |
| 4.    | Dánia         | 3 | 1 |

### Argentína

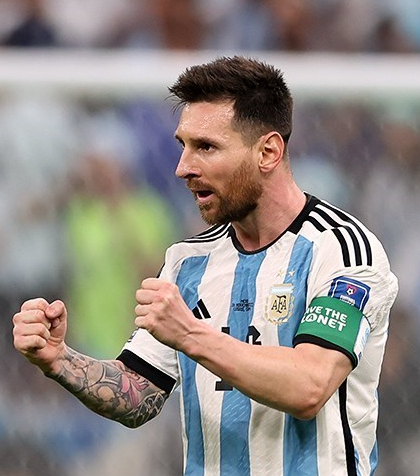
Lionel Messi a Mexikó elleni mérkőzésen

Argentína egy három éves, 36-mérkőzéses veretlenségi sorozatot követően érkezett meg a világbajnokságra, a C csoportba. Ennek ellenére, a világbajnokságok történetének egyik legnagyobb meglepetéseként, az első mérkőzésen 2–1-re kikaptak Szaúd-Arábiától. Lionel Messi büntetőgólját több argentin lesgól követte, és a második félidőben Szaúd-Arábia öt perc alatt meg tudta fordítani a mérkőzést Száleh al-Seri és Szálem al-Davszarí góljaival. Argentína a következő mérkőzésen meg tudta verni Mexikót, Messi és Enzo Fernández góljaival, újjáélesztve reményeiket a továbbjutásra. Ezt követően le tudták győzni Lengyelországot, Alexis Mac Allister és Julián Álvarez góljainak köszönhetően, annak ellenére, hogy Messi kihagyott egy büntető az első félidőben. A csapat első helyezett lett a csoportban.
A nyolcaddöntőben Argentína a D csoport második helyezettjével, Ausztráliával mérkőzött meg. Messi pályafutásának első kieséses szakaszban szerzett gólját Álvarez találata követte, hogy beállítsa a 2–1-es végeredményt, annak ellenére, hogy Enzo Fernandez késői öngólját követően Emiliano Martíneznek több fontos védést is be kellett mutatnia. A negyeddöntőben Hollandiát kapták az argentinok, ami a 2014-es elődöntő újrajátszása volt. Argentína Nahuel Molina találatával és Messi büntetőjével 2–0-ás előnyt szerzett, mielőtt az utolsó tíz percben Hollandia kiegyenlített Wout Weghorst duplájával (a második gólját a 90+11. percben lőtte). Egyik csapat se tudott betalálni a hosszabbításban, így büntetőpárbajjal dőlt el a mérkőzés. Martínez kivédte Virgil van Dijk és Steven Berghuis büntetőit, míg az argentinok közül csak Enzo Fernández hibázott. Lautaro Martínez értékesítette a győztes büntetőt. Az elődöntőben Argentína a 2018-as világbajnokság ezüstérmesével, Horvátországgal találkozott. A két csapat 2018-as találkozásán Horvátország nyert 3–0-ra, de négy évvel később Argentína diadalmaskodott, szintén 3–0-ra verve ellenfelét. Messi egy büntetőből talált be, mielőtt Alvarez duplázni tudott. Nyolc év alatt ez Argentína második döntője volt.

### Franciaország

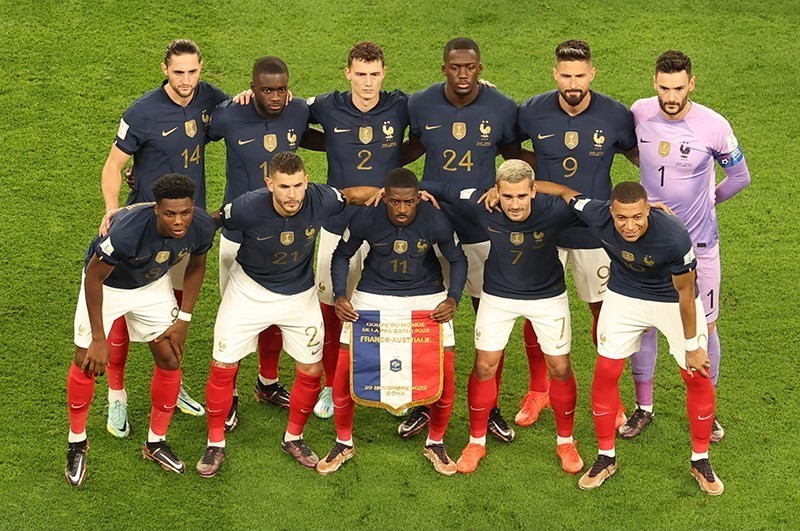
A francia válogatott Ausztrália elleni mérkőzésük előtt

Franciaország a címvédőként érkezett a világbajnokságra, miután megnyerték az oroszországi tornát és a D csoportba kerültek. Az első mérkőzésüket Ausztrália ellen játszották. Kilenc percet követően hátrányba kerültek Craig Goodwin góljának köszönhetően, de könnyen meg tudták fordítani a mérkőzést, Olivier Giroud duplájával és Adrien Rabiot, illetve Kylian Mbappé góljaival. A győzelemből magabiztosságot szerezve Franciaország könnyen megverte Dániát 2–1-re, Mbappé második félidőben szerzett duplájával, annak ellenére, hogy Andreas Christensen ki tudott egyenlíteni. Az első csapat lettek a tornán, ami továbbjutott az egyenes kieséses szakaszba, az első európai világbajnokként 1994 óta. A bebiztosított továbbjutásnak köszönhetően Deschamps sokat változtatott csapatán, kihagyva legfontosabb kulcsembereit a továbbjutásért küzdő Tunézia ellen. Ennek következtében a címvédők kikaptak 1–0-ra, a francia születésű Vahbí Hazrí góljának köszönhetően. Ennek ellenére Franciaország csoportelsőként jutott tovább.
A nyolcaddöntőben Franciaország megverte Lengyelországot 3–1-re, Giroud és Mbappé góljaival. A negyeddöntőben Anglia ellen mérkőztek meg, ami addigi legnehezebb mérkőzése volt a csapatnak. Végül 2–1-re diadalmaskodtak Aurélien Tchouaméni és Giroud góljaival, annak ellenére, hogy Harry Kane egy büntetővel kiegyenlített, de kihagyta a második tizenegyesét. Az elődöntőben Marokkóval találkoztak a franciák, akik korábban legyőzték Spanyolországot és Portugáliát is. Franciaország véget tudott vetni Marokkó történelmi sikersorozatának, Theo Hernández és Randal Kolo Muani góljaival. A válogatott történetében először értek el sorozatban két döntőt a franciák.

## A mérkőzés
Argentina Lionel Messi büntetőgóljával szerezte meg a vezetést a 23. percben, miután Ousmane Dembélé szabálytalan volt Ángel Di María ellen a büntetőterületen belül. Ezzel Messi az első játékos lett, aki egy világbajnokság minden szakaszában gólt tudott lőni. A franciák az egész első félidőben rosszul játszottak, a büntető kiharcoló Di María meg is tudta duplázni válogatottja előnyét, Alexis Mac Allister gólpassza után. Didier Deschamps már a 41. percben kettőt cserélt, lehozva Dembélét és Olivier Giroud-t. Nagyon sokáig úgy tűnt, hogy ennyi elég is lesz az argentinoknak a győzelemhez, a franciák a 70. percig kapura se lőttek. De Kylian Mbappé 90 másodperc alatt duplát szerzett a 80. és 81. percben, amivel Franciaország egyenlített.
Ezután következett a hosszabbítás, aminek a 108. percében Messi újabb gólt szerzett, ismét előnybe került Argentína. Mbappénak ismét volt válasza az argentinok góljára, a 118. percben szerzett tizenegyesével mindössze a második labdarúgó lett a sportág történetében, aki mesterhármast tudott szerezni a világbajnokság döntőjében (Geoff Hurst 1966-os triplája után). A fennmaradó néhány perc se telt eseménytelenül, a kiemelkedően játszó Randal Kolo Muani majdnem megnyerte a mérkőzést a franciáknak. A hosszabbítást tizenegyespárbaj követte. A mérkőzésen már büntetőket értékesített Messi és Mbappé is betaláltak, de Kingsley Coman és Aurélien Tchouaméni már nem voltak ennyire szerencsések, Coman lövését Emiliano Martínez könnyen fogta, így három büntető urán 3–1-es hátrányban voltak a franciák. Ugyan Kolo Muani értékesítette a franciák negyedik büntetőjét, Gonzalo Montiel gólja eldöntötte a világbajnokságot, Argentína harmadjára lett aranyérmes. A mérkőzés játékosának Messit választották.
| 2022. december 18. 18:00 (16:00) |

| Argentína                              | 3–3 (h. u.)                 | Franciaország                             |
| -------------------------------------- | --------------------------- | ----------------------------------------- |
| Messi 23' (11-esből) 108' Di María 36' | (2–0, 2–2, 2–2) Jegyzőkönyv | Mbappé 80' (11-esből) 81' 118' (11-esből) |
| Büntetőpárbaj                          |                             |                                           |
| Messi Dybala Paredes Montiel           | 4–2                         | Mbappé Coman Tchouaméni Kolo Muani        |

| Loszaíli Nemzeti Stadion, Loszaíl Nézőszám: 88 966 Játékvezető: Szymon Marciniak (lengyel) |

| Argentína | Franciaország |

| KA                   | 23 | Emiliano Martínez   |       |        |
| JV                   | 26 | Nahuel Molina       |       | 91'    |
| KV                   | 13 | Cristian Romero     |       |        |
| KV                   | 19 | Nicolás Otamendi    |       |        |
| BV                   | 8  | Nicolás Tagliafico  |       | 120+2' |
| JKP                  | 11 | Ángel Di María      |       | 64'    |
| KKP                  | 24 | Enzo Fernández      | 45+7' |        |
| KKP0                 | 7  | Rodrigo De Paul     |       | 102'   |
| BKP                  | 20 | Alexis Mac Allister |       | 116'   |
| KCS                  | 10 | Lionel Messi        |       |        |
| KCS                  | 9  | Julián Álvarez      |       | 102'   |
| Cserék:              |    |                     |       |        |
| V                    | 8  | Marcos Acuña        | 90+8' | 64'    |
| V                    | 4  | Gonzalo Montiel     | 116'  | 91'    |
| KP                   | 5  | Leandro Paredes     | 114'  | 102'   |
| CS                   | 22 | Lautaro Martínez    |       | 102'   |
| V                    | 6  | Germán Pezzella     |       | 116'   |
| KP                   | 21 | Paulo Dybala        |       | 120+2' |
| Szövetségi kapitány: |    |                     |       |        |
| Lionel Scaloni       |    |                     |       |        |

| KA                   | 1  | Hugo Lloris         |       |        |
| JV                   | 5  | Jules Koundé        |       | 120+1' |
| KV                   | 4  | Raphaël Varane      |       | 113'   |
| KV                   | 18 | Dayot Upamecano     |       |        |
| BV                   | 22 | Theo Hernández      |       | 71'    |
| KKP                  | 8  | Aurélien Tchouaméni |       |        |
| KKP                  | 14 | Adrien Rabiot       | 55'   | 96'    |
| JSZ                  | 11 | Ousmane Dembélé     |       | 41'    |
| TKP                  | 7  | Antoine Griezmann   |       | 71'    |
| BSZ                  | 10 | Kylian Mbappé       |       |        |
| KCS0                 | 9  | Olivier Giroud      | 90+5' | 41'    |
| Cserék:              |    |                     |       |        |
| CS                   | 12 | Randal Kolo Muani   |       | 41'    |
| CS                   | 26 | Marcus Thuram       | 87'   | 41'    |
| CS                   | 20 | Kingsley Coman      |       | 71'    |
| KP                   | 25 | Eduardo Camavinga   |       | 71'    |
| KP                   | 13 | Youssouf Fofana     |       | 96'    |
| V                    | 24 | Ibrahima Konaté     |       | 113'   |
| V                    | 3  | Axel Disasi         |       | 120+1' |
| Szövetségi kapitány: |    |                     |       |        |
| Didier Deschamps     |    |                     |       |        |

| A mérkőzés játékosa: Lionel Messi (Argentína) Asszisztensek: Paweł Sokolnicki (lengyel) Tomasz Listkiewicz (lengyel) Negyedik játékvezető: Ismail Elfath (amerikai) Tartalék játékvezető: Kathryn Nesbitt (amerikai) Videobírók: Tomasz Kwiatkowski (lengyel) Juan Soto (venezuelai) Kyle Atkins (amerikai) Fernando Guerrero (mexikói) Bastian Dankert (német) Corey Parker (amerikai) | Szabályok - 90 perc játékidő. - 30 perc hosszabbítás döntetlen esetén. - Ha ekkor sincs döntés, akkor tizenegyesek következnek. - 12 cserejátékos nevezhető. - Öt játékos cserélhető, a hosszabbításban még egy cserelehetősége van mindkét csapatnak. A cserékre három alkalommal van lehetőség, amelybe nem számít bele a félidő, a hosszabbítás előtti szünet és a hosszabbítás félideje. |

### Statisztika
| Statisztika     | Argentína | Franciaország |
| --------------- | --------- | ------------- |
| Gól             | 2         | 0             |
| Lövés           | 6         | 0             |
| Kapura lövés    | 3         | 0             |
| Védés           | 0         | 1             |
| Labdabirtoklás  | 59%       | 41%           |
| Szöglet         | 2         | 0             |
| Szabálytalanság | —         | —             |
| Les             | 3         | 0             |
| Sárga lap       | 1         | 0             |
| Piros lap       | 0         | 0             |

| Statisztika     | Argentína | Franciaország |
| --------------- | --------- | ------------- |
| Gól             | 0         | 2             |
| Lövés           | 6         | 6             |
| Kapura lövés    | 4         | 3             |
| Védés           | 1         | 4             |
| Labdabirtoklás  | 45%       | 55%           |
| Szöglet         | 2         | 3             |
| Szabálytalanság | —         | —             |
| Les             | 0         | 2             |
| Sárga lap       | 1         | 3             |
| Piros lap       | 0         | 0             |

| Statisztika     | Argentína | Franciaország |
| --------------- | --------- | ------------- |
| Gól             | 1         | 1             |
| Lövés           | 8         | 4             |
| Kapura lövés    | 3         | 2             |
| Védés           | 1         | 2             |
| Labdabirtoklás  | 62%       | 38%           |
| Szöglet         | 2         | 2             |
| Szabálytalanság | —         | —             |
| Les             | 1         | 2             |
| Sárga lap       | 3         | 0             |
| Piros lap       | 0         | 0             |

| Statisztika     | Argentína | Franciaország |
| --------------- | --------- | ------------- |
| Gól             | 3         | 3             |
| Lövés           | 20        | 10            |
| Kapura lövés    | 10        | 5             |
| Védés           | 2         | 7             |
| Labdabirtoklás  | 54%       | 46%           |
| Szöglet         | 6         | 5             |
| Szabálytalanság | 26        | 19            |
| Les             | 4         | 4             |
| Sárga lap       | 5         | 3             |
| Piros lap       | 0         | 0             |